# Rejeito
Rejeitos, na atividade de mineração, são os resíduos sólidos resultantes dos processos de beneficiamento a que são submetidas as substâncias minerais.